# Ткач, Аврум
Аврум (Авром) Ткач (идиш אַבֿרהם טקאַטש‎‎; 23 мая 1895, Единцы — 4 октября 1961, Буэнос-Айрес) — аргентинский еврейский педагог, литератор и редактор.

## Биография
Родился в Единцах, в семье учителя русского языка, дружившего с писателем Идэ Штейнбергом. Учился в хедере и с частным учителем. В конце 1909 года семья эмигрировала в Аргентину — сначала в еврейскую сельскохозяйственную колонию, затем в Буэнос-Айрес, где Аврум Ткач окончил среднюю школу и три года медицинского факультета Университета Буэнос-Айреса. 
Работал учителем идиша и иврита в школах города. Стал сооснователем Еврейской учительской семинарии, где вёл курс идиша и литературы на этом языке. Возглавлял Отдел образования еврейской общины Буэнос-Айреса и входил в городской общинный совет. 
Как писатель дебютировал в 1923 году рассказами для детей и юмористической прозой в юмористическом журнале «Пенемер ун пенемлех» («Лица и личики»), позже был редактором этого журнала. Публиковался в «Фар гройс ун клейн» («Для больших и маленьких»), «Ундзер дерциюнг» («Наше образование»), «Аргентинер лебн» («Аргентинская жизнь»), «Аргентинер магазин» («Аргентинский журнал»), «Ди найе цайт» («Новое время») и других периодических изданиях страны на идише. Написал множество переиздававшихся учебников, учебных пособий и методических материалов для средних еврейских школ с преподаванием на идише, в том числе по истории, географии, еврейскому языку и литературе, буквари и хрестоматии для чтения. Выпустил учебные брошюры по школьной тематике: «Пурим», «Пейсех», «Уфштанд ин ди гетос» («Восстания в гетто»), «Йом хацмоес» («День независимости»), «Лаг-боймер», «Швуэс», «Ди драй вохн» («Три недели» — между 17 тамуза и 9 ава), «Авром Рейзен» (три брошюры) и Шолем-Алейхем, а также иллюстрированные настенные материалы «Штамбойм фун фолк исроэл» (родословное древо народа Израиля). 
С 1955 года был редактором издаваемого учительской семинарией педагогического журнала «Ундзер дерциюнг». На протяжении многих лет служил директором буэнос-айресской средней еврейской школы имени Теодора Герцля.
Умер в октябре 1961 года в Буэнос-Айресе.

## Семья
- Жена — Фрида Ткач, хористка в Еврейском народном театре (идишер фолкс-театер).
- Сын — Дэниэл Ткач (англ. Daniel Tkach, Сан-Хосе), выпускник еврейской учительской семинарии, работал учителем в школе имени Мойше Рубина в Буэнос-Айрес; получил инженерное образование в университетах Буэнос-Айреса, Эйндховена и Калифорнии[3]; активист клезмерского движения[4]; автор монографий «Object Technology in Application Development» (1994) и «Visual Modeling Technique: Object Technology Using Visual Programming» (1996), научных статей.

## Публикации
- אונדזער המשך: כרעסטאָמאַטיִע פֿאַר העכערע גראַדן אָנפֿאַנגשול און ערשטע קלאַסן מיטלשול  (Наше продолжение: хрестоматия для старших классов начальной школы и первого класса средней школы, с Шмуэлом Цеслером). Буэнос-Айрес: Шмид—Эйхенблат, 1948, 1953, 1955, 1958. — 370 с.
- אונדזער המשך: פֿאַרן צװײטן לערניאָר  (Наше продолжение: для второго учебного года). Буэнос-Айрес, 1949. — 113 с.
- אונדזער המשך: פֿאַרן דריטן לערניאָר  (Наше продолжение: для третьего учебного года). Буэнос-Айрес: Шмид—Эйхенблат, 1949 и 1955. — 167 с.
- קינדערלאַנד: לײען-בוך פֿאַרן 1טן און 2טן לערן-יאָר  (Детская страна: книга для чтения (в следующем издании учебник) для 1-го и 2-го классов). 3-е издание — Буэнос-Айрес, 1952. — 103 с.; 4-е издание — Буэнос-Айрес: Г. Капланский, 1953; 5-е издание — Буэнос-Айрес: Г. Капланский, 1958.
- אילוסטרירטער אַלף-בעת און אַרבעטסבוך: אונדזער העמשלעך פֿאַר קינדער-גאָרטן און אָנהײבער (Иллюстрированные букварь и рабочая тетрадь: наше продолжение для детских садов и начальной школы). Буэнос-Айрес: Шмид—Эйхенблат, 1955 и 1956. — 107 с.
- דאָס ייִדישע פֿאָלק: ייִדישע געשיכטע פֿאַר די אָנפֿאַנגס-שולן (Еврейский народ: еврейская история для начальной школы, с Берлом Кобринским и Цви Бронштейном). Второе издание — Буэнос-Айрес, 1955. — 108 с.
- דרײַ װאָכן העפֿט (Три недели, тетрадь). Буэнос-Айрес: Vaʻad ha-Merkazi le-Ḥinukh ʻal yad ha-Kehilah ha-Ashkenazit, 1957.
- ארץ-ישׂראל געאָגראַפֿיע: פֿאַר שול און הײם (География Страны Израиля: для школы и дома). Буэнос-Айрес: Алт-Най, 1958. — 143 с.